# Lijst van voetbalinterlands Kameroen - Zuid-Afrika
Deze lijst van voetbalinterlands is een overzicht van alle officiële voetbalwedstrijden tussen de nationale teams van Kameroen en Zuid-Afrika. De Afrikaanse landen speelden tot op heden negen keer tegen elkaar. De eerste ontmoeting was een vriendschappelijke wedstrijd op 7 juli 1992 in Durban. Het laatste duel, een kwalificatiewedstrijd voor de Afrika Cup 2017, vond plaats in Durban op 29 maart 2016.

## Wedstrijden
| № | Plaats       | Datum            | Competitie                   | Wedstrijd              | Uitslag |
| - | ------------ | ---------------- | ---------------------------- | ---------------------- | ------- |
| 1 | Durban       | 7 juli 1992      | Vriendschappelijk            | Zuid-Afrika – Kameroen | 1 – 0   |
| 2 | Kaapstad     | 9 juli 1992      | Vriendschappelijk            | Zuid-Afrika – Kameroen | 1 – 2   |
| 3 | Johannesburg | 11 juli 1992     | Vriendschappelijk            | Zuid-Afrika – Kameroen | 2 – 2   |
| 4 | Johannesburg | 4 december 1994  | Vriendschappelijk            | Zuid-Afrika – Kameroen | 1 – 1   |
| 5 | Johannesburg | 13 januari 1996  | Afrika Cup 1996              | Zuid-Afrika – Kameroen | 3 – 0   |
| 6 | Rustenburg   | 19 november 2008 | Vriendschappelijk            | Zuid-Afrika – Kameroen | 3 – 2   |
| 7 | Libreville   | 10 januari 2015  | Vriendschappelijk            | Kameroen − Zuid-Afrika | 1 − 1   |
| 8 | Limbe        | 26 maart 2016    | Afrika Cup 2017 kwalificatie | Kameroen − Zuid-Afrika | 2 − 2   |
| 9 | Durban       | 29 maart 2016    | Afrika Cup 2017 kwalificatie | Zuid-Afrika − Kameroen | 0 − 0   |

## Samenvatting
| Competitie              | Totaal gespeeld | Winst Kameroen | Gelijk | Winst Zuid-Afrika | Doelsaldo Kameroen – Zuid-Afrika |
| ----------------------- | --------------- | -------------- | ------ | ----------------- | -------------------------------- |
| Afrika Cup              | 1               | 0              | 0      | 1                 | 0 − 3                            |
| Afrika Cup-kwalificatie | 2               | 0              | 2      | 0                 | 2 − 2                            |
| Vriendschappelijk       | 6               | 1              | 3      | 2                 | 8 − 9                            |
| Totaal                  | 9               | 1              | 5      | 3                 | 10 − 14                          |

## Details

### Eerste ontmoeting
| Vriendschappelijk (Durban, Zuid-Afrika, 7 juli 1992): |       |          |
| Zuid-Afrika                                           | 1 – 0 | Kameroen |
| Doctor Khumalo 82' (pen.)                             | goals |          |

### Tweede ontmoeting
| Vriendschappelijk (Kaapstad, Zuid-Afrika, 9 juli 1992): |       |                                |
| Zuid-Afrika                                             | 1 – 2 | Kameroen                       |
| Denis Onana 8' (e.d.)                                   | goals | 9' Jacob Ewane 87' Jacob Ewane |

### Derde ontmoeting
| Vriendschappelijk (Johannesburg, Zuid-Afrika, 11 juli 1992): |       |                                      |
| Zuid-Afrika                                                  | 2 – 2 | Kameroen                             |
| Phil Masinga 40' Bennett Masinga 52'                         | goals | 6' Jean-Claude Pagal 46' Jacob Ewane |

### Vierde ontmoeting
| Vriendschappelijk (Johannesburg, Zuid-Afrika, 3 december 1994): |       |                      |
| Zuid-Afrika                                                     | 1 – 1 | Kameroen             |
| Edward Motale 48'                                               | goals | 44' Emmanuel Maboang |

### Achtste ontmoeting
| Afrika Cup 2017 kwalificatie (Limbé, Kameroen, 26 maart 2016): |       |                                      |
| Kameroen                                                       | 2 – 2 | Zuid-Afrika                          |
| Sébastien Siani 45' Nicolas N'Koulou 66'                       | goals | 17' Tokelo Rantie 50' Hlompho Kekana |

### Negende ontmoeting
| Afrika Cup 2017 kwalificatie (Durban, Zuid-Afrika, 29 maart 2016): |       |          |
| Zuid-Afrika                                                        | 0 – 0 | Kameroen |
|                                                                    | goals |          |

FCF · A-internationals · Selecties · Bondscoaches · Statistieken · Kameroens vrouwenelftal · Kameroen U21 · Kameroen U20 · Kameroen U19 · Kameroen U18 · Kameroen U17
1960 – 1969 · 
1970 – 1979 · 
1980 – 1989 · 
1990 – 1999 · 
2000 – 2009 · 
2010 – 2019 ·
2020 − 2029
CC 2001 · 
CC 2003
WK 1982 · 
WK 1990 · 
WK 1994 · 
WK 1998 · 
WK 2002 · 
WK 2010 · 
WK 2014 ·
WK 2022
OS 1984 · 
OS 2000 · 
OS 2008
1961 · 
1960 · 
1961 · 
1962 · 
1963 · 
1964 · 
1965 · 
1966 · 
1967 · 
1968 · 
1969 · 
1970 · 
1971 · 
1972 · 
1973 · 
1974 · 
1975 · 
1976 · 
1977 · 
1978 · 
1979 · 
1980 · 
1981 · 
1982 · 
1983 · 
1984 · 
1985 · 
1986 · 
1987 · 
1988 · 
1989 · 
1990 · 
1991 · 
1992 · 
1993 · 
1994 · 
1995 · 
1996 · 
1997 · 
1998 · 
1999 · 
2000 · 
2001 · 
2002 · 
2003 · 
2004 · 
2005 · 
2006 · 
2007 · 
2008 · 
2009 · 
2010 · 
2011 · 
2012 · 
2013 ·
2014 ·
2015 ·
2016 ·
2017 ·
2018 ·
2019 ·
2020 ·
2021 ·
2022
Albanië ·
Algerije ·
Angola ·
Argentinië ·
Australië ·
Benin ·
Bolivia ·
Brazilië ·
Bulgarije ·
Burkina Faso ·
Burundi ·
Canada ·
Centraal-Afrikaanse Republiek ·
Chili ·
Colombia ·
Comoren ·
Congo-Brazzaville ·
Congo-Kinshasa ·
Costa Rica ·
Cuba ·
Denemarken ·
Duitsland ·
Egypte ·
Engeland ·
Equatoriaal-Guinea ·
Eritrea ·
Ethiopië ·
Finland ·
Frankrijk ·
Gabon ·
Gambia ·
Georgië ·
Ghana ·
Griekenland ·
Guinee ·
Guinee-Bissau ·
Ierland ·
India ·
Indonesië ·
Iran ·
Italië ·
Ivoorkust ·
Jamaica ·
Japan ·
Kaapverdië ·
Kenia ·
Koeweit ·
Kroatië ·
Lesotho ·
Liberia ·
Libië ·
Luxemburg ·
Madagaskar ·
Malawi ·
Mali ·
Marokko ·
Mauritanië ·
Mauritius ·
Mexico ·
Moldavië · 
Mozambique ·
Namibië ·
Nederland ·
Niger ·
Nigeria ·
Noord-Macedonië ·
Noorwegen ·
Oeganda ·
Oekraïne ·
Oezbekistan ·
Oostenrijk ·
Panama ·
Paraguay ·
Peru ·
Polen ·
Portugal ·
Roemenië ·
Rusland ·
Rwanda ·
Saoedi-Arabië ·
Sao Tomé en Principe ·
Senegal ·
Servië ·
Sierra Leone ·
Slowakije ·
Soedan ·
Somalië ·
Sovjet-Unie ·
Swaziland ·
Tanzania ·
Thailand · 
Togo ·
Tsjaad ·
Tunesië ·
Turkije ·
Verenigde Staten ·
Zambia ·
Zimbabwe ·
Zuid-Afrika ·
Zuid-Korea ·
Zuid-Soedan ·
Zweden ·
Zwitserland
Brazilië (2014) · 
Brazilië (2022) · 
Denemarken (2010) · 
Egypte (2017) ·
Frankrijk (2003) · 
Italië (1982) · 
Japan (2010) · 
Kroatië (2014) · 
Mexico (2014) ·
Nederland (2010) · 
Peru (1982) · 
Polen (1982) · 
Servië (2022)
SAFA · A-internationals · Bondscoaches · Selecties · Statistieken · Zuid-Afrikaans vrouwenelftal · Olympisch elftal · Zuid-Afrika U21 · Zuid-Afrika U19 · Zuid-Afrika U17
1906 – 1919 ·
1920 – 1929 ·
1930 – 1939 ·
1940 – 1949 · 
1950 – 1959 · 
1960 – 1969 · 
1970 – 1979 · 
1980 – 1989 · 
1990 – 1999 · 
2000 – 2009 · 
2010 – 2019 ·
2020 − 2029
AC 1996 · 
AC 1998 · 
AC 2000 · 
AC 2002 · 
AC 2004 · 
AC 2006 · 
AC 2008 · 
AC 2013
WK 1998 · 
WK 2002 · 
WK 2010
OS 2000 ·
OS 2016 ·
OS 2020
1947 · 
1948–1949 · 
1950 · 
1951-1952 ·
1953 · 
1954 · 
1955 · 
1956–1991 · 
1992 · 
1993 · 
1994 · 
1995 · 
1996 · 
1997 · 
1998 · 
1999 · 
2000 · 
2001 · 
2002 · 
2003 · 
2004 · 
2005 · 
2006 · 
2007 · 
2008 · 
2009 · 
2010 · 
2011 · 
2012 · 
2013 · 
2014 · 
2015 · 
2016 ·
2017 ·
2018 ·
2019 ·
2020 ·
2021 ·
2022 ·
2023 ·
2024
Algerije ·
Andorra ·
Angola ·
Argentinië ·
Australië ·
Benin ·
Bolivia ·
Botswana ·
Brazilië ·
Bulgarije ·
Burkina Faso ·
Burundi ·
Canada ·
Centraal-Afrikaanse Republiek ·
Chili ·
Colombia ·
Comoren ·
Congo-Brazzaville ·
Congo-Kinshasa ·
Costa Rica ·
Denemarken ·
Duitsland ·
Ecuador ·
Egypte ·
Engeland ·
Equatoriaal-Guinea ·
Ethiopië ·
Frankrijk ·
Gabon ·
Gambia ·
Georgië ·
Ghana ·
Guatemala ·
Guinee ·
Guinee-Bissau ·
Honduras ·
Ierland ·
IJsland ·
Irak ·
Israël ·
Italië ·
Ivoorkust ·
Jamaica ·
Japan ·
Kaapverdië ·
Kameroen ·
Kenia ·
Lesotho ·
Liberia ·
Libië ·
Madagaskar ·
Malawi ·
Mali ·
Malta ·
Marokko ·
Mauritanië ·
Mauritius ·
Mexico ·
Mozambique ·
Namibië ·
Nederland ·
Nieuw-Zeeland ·
Niger ·
Nigeria ·
Noord-Korea ·
Noorwegen ·
Oeganda ·
Panama ·
Paraguay ·
Polen ·
Portugal ·
Rwanda ·
Saoedi-Arabië ·
Sao Tomé en Principe ·
Schotland ·
Senegal ·
Servië ·
Seychellen ·
Sierra Leone ·
Slovenië ·
Soedan ·
Spanje ·
Swaziland ·
Tanzania ·
Thailand ·
Trinidad en Tobago ·
Tsjaad ·
Tsjechië ·
Tunesië ·
Turkije ·
Uruguay ·
Verenigde Arabische Emiraten ·
Verenigde Staten ·
Zambia ·
Zimbabwe ·
Zuid-Soedan ·
Zweden
Frankrijk (2010) ·
Mexico (2010) ·
Paraguay (2002) · 
Slovenië (2002) · 
Spanje (2002) · 
Uruguay (2010)